# Amleto Palermi
Amleto Palermi (Roma, 11 luglio 1889 – Roma, 20 aprile 1941) è stato un regista italiano.

## Biografia
Nato a Roma, fu condotto a Palermo ancora lattante (6 mesi) dal padre Raoul Vittorio, divenuto direttore del Giornale di Sicilia, e con la madre Emilia Scarpelli (sorella di Filiberto Scarpelli) e due fratelli, Manfredi e Italo. Qui iniziò a scrivere opere di prosa teatrale dialettale, per tornare nella capitale nel 1913, trovando lavoro come giornalista e successivamente come sceneggiatore per il cinema muto.
Nel 1914 lavorò al suo primo film, L'orrendo blasone, prodotto dalla Gloria Film, e da quel momento diverrà uno dei registi più richiesti, sino al trasferimento, dopo la guerra, a causa della crisi del cinema italiano, in Germania, dove avrebbe quindi diretto un discreto numero di pellicole.
Nel 1929 tornò a Roma, con l'avvento del cinema sonoro, e diresse circa 35 film sino all'inizio della seconda guerra mondiale, divenendo uno dei registi più prolifici.
Palermi fu stroncato da una meningite nel 1941 a Roma.

## Vita privata
Sposò Ida Molinaro e da lei ebbe tre figli: Fioretta Gioconda, Filippo (detto Mimmo) e Francesco Saverio. Filippo (1917-1925) prese parte come attore bambino a tre film diretti dal padre: Paradiso (1923), La freccia nel cuore (1924), e La via del peccato (1924), e morì prematuramente di polmonite il 18 febbraio 1925 a soli 8 anni. Francesco Saverio nacque esattamente un anno dopo, il 18 febbraio 1926.

## Omaggi
- Il Comune di Roma gli ha intitolato una via.

## Filmografia parziale

### Regia
- L'orrendo blasone (1914)
- Il diritto di uccidere (1914)
- Colei che tutto soffre (1914)
- Il sogno di don Chisciotte (1915)
- Sul campo dell'onore (1915)
- Il piacere (1918)
- Carnevalesca (1918)
- Il gioiello di Khama (1918)
- La seconda moglie (1922)
- La casa degli scapoli (1923)
- International Gran Prix (1924)
- Gli ultimi giorni di Pompei (1926)
- Enrico IV (1926)
- Florette e Patapon (1927)
- La straniera (1930)
- Il treno delle 21,15 (1933)
- Non c'è bisogno di denaro (1933)
- L'eredità dello zio buonanima (1934)
- Creature della notte (1934)
- Paraninfo (1934)
- Porto (1935)
- Fiat voluntas Dei (1936)
- Il corsaro nero (1937)
- I figli del marchese Lucera (1938)
- Napoli d'altri tempi (1938)
- Partire (1938)
- Le due madri (1938)
- Cavalleria rusticana (1939)
- Follie del secolo (1939)
- Napoli che non muore (1939)
- San Giovanni decollato (1940)
- La peccatrice (1940)
- Il signore della taverna (1940)
- L'elisir d'amore (1941)
- L'allegro fantasma (1941)
- Arriviamo noi! (1942)

### Soggetto
- La pantomima della morte, regia di Mario Caserini (1915)
- La strega, regia di Gian Paolo Rosmino (1915)
- La pianista di Haynes, regia di Ubaldo Maria Del Colle (1921)
- Amore, regia di Carlo Ludovico Bragaglia (1935)
- Vivere!, regia di Guido Brignone (1936)
- Allegri masnadieri, regia di Marco Elter (1937)
- Il signor Max, regia di Mario Camerini (1937)
- Oro nero, regia di Enrico Guazzoni (1942)
- Il conte Max, regia di Giorgio Bianchi (1957)